# 혼다 게이스케
혼다 게이스케(일본어: 本田 圭佑, 1986년 6월 13일 ~ )는 일본의 전 축구 선수로 현재 에르스테 리가 SV 호른의 구단주와 C-리그 솔틸로 앙코르의 구단주도 겸하고 있다. 과거 포지션은 공격형 미드필더이고 세리에 A에서는 오른쪽 윙어로 뛰기도 하였다. 또한 프리킥을 강력하고 영리하게 차는 무회전 킥 능력을 가졌다. 2008년 국가대표팀에 데뷔한 이래 A매치 98경기에서 37득점을 기록했다. 2010년 FIFA 월드컵부터 2018년 FIFA 월드컵까지 3회 연속 월드컵 본선에 출전하여 이 가운데 2010년과 2018년 월드컵에서 일본의 16강을 이끌었고 2011년 AFC 아시안컵에서는 뛰어난 활약으로 팀의 우승을 이끌기도 했다.

## 클럽 경력

### 유소년 시절
오사카부 출신으로 초등학교 2학년 때 오사카의 유소년 클럽인 셋쓰 FC에서 축구를 처음 시작하였으며 중학생 때는 감바 오사카 주니어 유스팀에서 축구를 배웠다. 하지만 혼다는 시니어팀으로 승격에 실패하고 이후 세이료 고등학교로의 진학을 하게 되었다. 축구 강호로 손꼽히던 세이료 고등학교에 입학한 혼다는 1학년

### 나고야 그램퍼스 에이트 시절
그는 고등학교 졸업하기 전 복수의 J리그 클럽으로부터 영입 제안을 받았고 2005년 시즌부터 나고야와 프로 계약을 맺었다. 나고야 입단 당시의 계약에는 그의 희망에 따라 "선수 본인의 제안이 있으면 해외 클럽 이적을 인정한다"는 조항도 이미 포함되어 있었다. 시즌 개막전부터 선발 출장한 그는 어시스트를 기록해 다음 해에는 선발 요원에 정착하였다. 2006년에는 일본 축구 국가대표팀에도 첫 소집되었지만 출장은 없었다. 그는 2008년 하계 올림픽 축구 아시아 지역 예선에서 팀의 주전 선수로 활동하였고 일본의 올림픽 축구 본선 진출에 공헌하였다.

### VVV 펜로

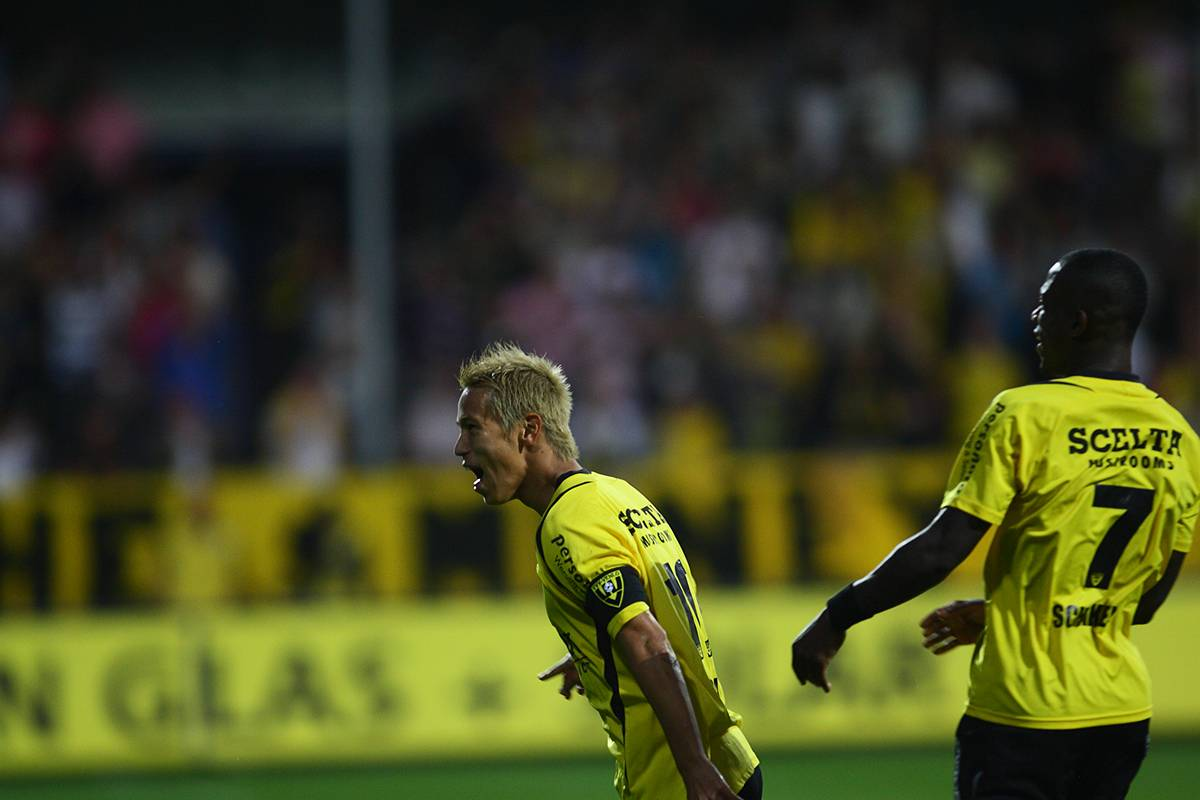

그는 2008년 1월에 네덜란드 에이르스터 디비시의 VVV 펜로에 이적하였다. 그는 입단 기념 기자 회견에서 네덜란드어로 인터뷰해서 화제가 되었다. 하지만 VVV 펜로는 에레디비시(1부 리그)와 에이르스터 디비시(2부 리그)에서 강등과 승격을 반복하는 약체였고 남은 시즌 경기에서 선발로 출장하였지만 같은 해 5월에 VVV 펜로의 2부 리그 강등만은 막을 수가 없었다.
그는 2008년 6월 2010년 FIFA 월드컵 아시아 지역 3차 예선 바레인전에서 A매치 경기에 데뷔하였다. 그는 2008년 8월에 열린 2008년 하계 올림픽 축구에서 조별 예선 3경기에 모두 출전하여 팀의 중심 선수로 활약하였지만 일본은 3전 전패로 8강 진출에 실패하였고 자신도 네덜란드전에서 페널티킥을 허용하는 반칙을 저질러 네덜란드에 결승골을 허용하는 빌미를 제공할 정도로 최악의 대회가 되었다.
그는 2008-09 시즌 에이르스터 디비시로 강등된 VVV 펜로에 잔류하였다. 그는 팀에서 공격의 축으로 활약하였고 팀이 개막전부터 선두를 유지할 정도로 팀의 원동력이 되었다. 그는 시즌 진행 중에 프리킥 전담 키커로 나섰으며 팀에서는 네덜란드 국적이 아닌 선수로는 처음으로 주장을 맡게 되었다. 그의 활약으로 VVV 펜로는 에이르스터 디비시 우승과 에레디비시 승격이 결정되었다. 그는 36경기 출전에 16득점, 13번의 어시스트를 기록한 활약을 인정받아 네덜란드 에이르스터 디비시 최우수 선수상(MVP)을 수상하였으며 시즌 종료 이후에는 PSV 에인트호번, AFC 아약스 등 이적설이 나오지만 VVV 펜로가 1,000만 유로라는 고액의 이적금을 책정하였기 때문에 교섭은 결정되지 않고 잔류가 결정되었다. 2009-10년 시즌도 VVV 펜로에서 시즌 개막을 맞이하게 되고, 팀의 중심으로서 활약하였다.
그는 2009년 5월 27일에 열린 기린컵 칠레전에서 자신의 A매치 첫 골을 기록하였으며 그 해 겨울 이적 시장에 이적료 900만 유로에 4년 계약으로 러시아 프리미어리그의 CSKA 모스크바 이적이 정해졌다.

### CSKA 모스크바
혼다는 2010년 2월 24일, UEFA 챔피언스 리그 세비야 FC전에서 CSKA 모스크바의 홈 경기 처음 출전하였으며 동시에 UEFA 챔피언스리그에서 처음 출전하였다. 그는 3월 12일에 열린 리그 개막전에서 경기 종료 직전 후반 인저리 타임 때 결승골을 기록, 팀의 시즌 첫 승리에 공헌하였다. 이후 세비야 FC와의 UEFA 챔피언스리그 원정 경기에서는 전반 39분에 첫 어시스트를 기록한데 이어서 후반 10분에는 약 30m의 직접 프리킥를 성공시켜 챔피언스리그 첫 득점을 기록하였다. 그의 득점이 결승골이 되면서 CSKA 모스크바가 합계 3-2로 러시아 프리미어리그 팀으로는 사상 처음으로 UEFA 챔피언스리그 8강에 진출하는 쾌거를 이룩하였다. 또한 그는 이 경기에서 MVP로 선정되었으며 UEFA 챔피언스리그 세비야 FC와의 1, 2차전의 활약으로 유럽의 수많은 스포츠 잡지에서 UEFA 챔피언스리그 주간 베스트 일레븐으로 선정되기도 하였다.

### 밀란
혼다는 2014년 자유 계약 선수 신분으로 AC 밀란으로 입단하였고, 케빈프린스 보아텡이 샬케 04로 이적한 뒤 공번인 10번을 배번 받았다. 13-14, 14-15시즌과 15-16시즌에는 주전으로 활약했지만 16-17 시즌에는 주전 경쟁에서 밀려 경기에 거의 출전하지 못했다.

### 파추카
2017년 7월 14일 멕시코의 명문 구단인 CF 파추카에 입단했다. 혼다가 입단한 파추카는 1892년에 창설되어 115년의 역사를 가지는 유서깊은 축구 클럽이며 멕시코의 전통적인 강팀이다. 무엇보다 구단주가 세계 정상급 부자이자 멕시코 경제 대통령이라 불리는 카를로스 슬림이기 때문에 일본 언론에서는 혼다의 개인 비즈니스에 도움이 되기 위한 방향의 이적이라는 평가도 나오고 있다. 하지만 CF 파추카는 돈이 넘쳐나는 클럽이기 때문에 마케팅 목적의 영입은 아니며 혼다의 개인적인 역량과 대외적 이미지를 높게 평가해서 영입한 것이라고 언급하였다. 우측 종아리 근육 부상으로 개막전에는 출전하지 못했지만 부상에서 복귀한 후에는 주전으로 자리매김하였고 정규리그와 컵대회를 포함해 34경기(정규리그 19경기·컵대회 5경기)에서 총 13골 5도움(정규리그 10골 4도움)을 기록했다. 그러나 2018년 FIFA 월드컵이 끝난 후 파추카를 떠났다.

### 멜버른 빅토리
2018년 8월 6일, 멜버른 빅토리에 입단했다. 계약기간은 1년이며 소속팀 일정이 없는 A매치 기간에는 캄보디아로 날아가 캄보디아 대표팀을 지휘하기도 한다. 그러나 AFC 챔피언스리그 2019 경기 직후 시즌 종료와 함께 팀을 떠났다.

### 피테서
2019년 11월 6일 피테서와 한 시즌 계약을 맺었다.
하지만 2019년 12월 23일 계약 해지로 떠났다.

### 보타포구
2020시즌을 앞두고 캄페오나투 브라질레이루 세리이 A의 보타포구 FR에 입단하면서 브라질 무대에 진출했다.
2020년 12월 28일 계약 만료 3개월 전 팬들에게 감사와 사과를 표하며 감독을 4번 바꾼 이사회에 불만을 가진 혼다는 팀을 떠났다.

### 포르티모넨스
2021년 2월 4일 혼다는 포르티모넨스 SC 입단 사실을 밝혔다. 2일 후 공식적으로 발표되었다. 6개월 계약과 1년 연장 옵션이 포함됐다.
선수 등록 문제로 계약 해지했다.

### 네프치
2021년 3월 15일 아제르바이잔 프리미어리그의 네프치 바쿠에 입단하였다.

## 국가대표팀 경력

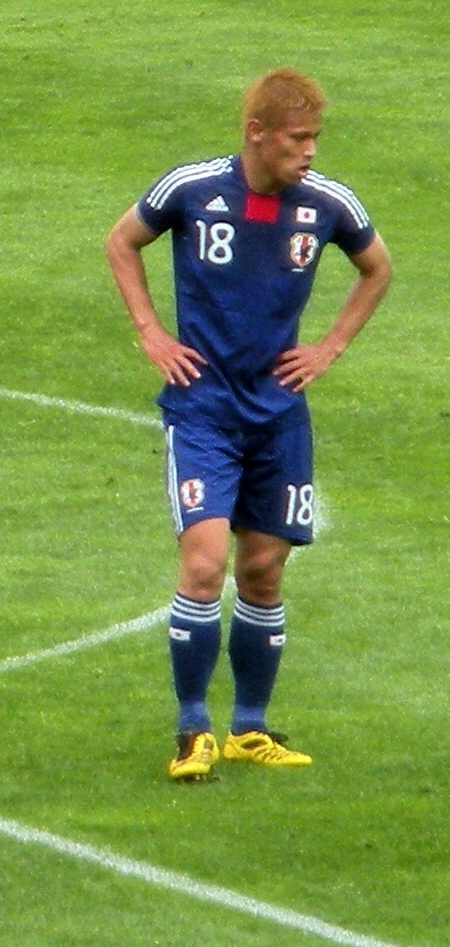
일본 축구 국가대표팀에서 뛰고 있는 혼다 게이스케

2008년 6월 바레인과의 2010년 FIFA 월드컵 아시아 지역 3차 예선에서 국가대표 데뷔전을 치뤘고 2009년 5월 27일의 기린 컵 칠레전에서 국가대표 첫 골을 기록하였다.
2010년 6월 남아프리카공화국에서 개최된 2010년 FIFA 월드컵에서는 확실한 킬러의 부재의 일본팀에서 전격적으로 공격수로 기용되면서 일본의 16강 진출에 큰 공헌을 하였다. 특히 E조 조별예선 카메룬전에서는 마츠이 다이스케의 크로스를 결승골로 연결하며 맨 오브 더 매치에 선정되었고 덴마크전에서는 30m 거리에서 무회전 프리킥을 성공시키며 자신의 진가를 보여주었으며 또한 오카자키 신지의 득점도 어시스트하는 등 1골 1어시스트의 활약으로 또 다시 맨 오브 더 매치로 선정되었다. 비록 파라과이와의 16강전에서는 일본이 승부차기 접전 끝에 패배하였으나 위협적인 모습을 보이는 활약을 펼치며 또 다시 맨 오브 더 매치로 선정되었다.
2011년 1월에 카타르에서 개최된 2011년 AFC 아시안컵에서는 시리아와의 조별 예선 경기에서 페널티킥골을 성공시켜 일본 국가대표 통산 1000번째 골을 기록했으며 카타르와의 8강전과 대한민국과의 4강전에서 맨 오브 더 매치에 선출되는 등 일본 대표팀의 통산 4번째 아시안컵 우승에 공헌하며 이 대회 MVP를 수상하였다.
2014년 FIFA 월드컵에서는 조별예선 3경기에 모두 선발출전하였다. 첫 경기인 코트디부아르전에서 전반 16분 선제골을 넣었지만 후반에 디디에 드로그바가 교체 투입되면서 분위기가 돌변해버렸고 결국 윌프리드 보니와 제르비뉴의 연속골로 역전패 당하였다. 이후 콜롬비아전에서도 오카자키 신지의 동점골을 어시스트를 하는 등 분전했지만 후반 학손 마르티네스에게 2골을 허용하는 등 부진한 모습을 보인 끝에 콜롬비아에게 1-4 대패를 당했고 앞선 2차전에서는 그리스와 비기면서 1무 2패로 16강 진출에 실패했다.
2015년 AFC 아시안컵에서는 조별예선에서 3골을 넣으며 AFC 공식 조별리그 베스트 일레븐에 선정되었고팀도 3연승으로 8강에 진출했지만 아랍에미리트와의 8강전에서 연장까지 승부를 가리지 못하고 승부차기에 돌입했다. 그리고 승부차기에서 1번 키커로 나왔지만 실축했고 그 실축의 여파로 인해 팀도 탈락했다.
소속팀 AC 밀란에서도 활약하지 못하고 바히드 할릴호지치 감독과 불화를 겪으며 한동안 대표팀 내 입지가 크게 떨어졌으나 멕시코 리그 CF 파추카로 이적 후 폼을 끌어올렸고 할릴호지치 감독이 경질되면서 2018년 FIFA 월드컵 대표팀에 승선할 수 있었다. 비록 선발은 아니었지만 주로 팀의 조커 카드이자 슈퍼 서브로서 콜롬비아전에 교체 투입되어 코너킥으로 오사코 유야의 골을 어시스트했고, 세네갈전에서도 교체 투입되어 동점골을 넣는 등 맹활약을 펼쳤다. 특히 세네갈전에서의 골로 3번의 월드컵에서 4골을 터뜨리며 종전 기록인 안정환 현 MBC 축구 해설위원과 박지성 현 전북 현대 모터스 어드바이저의 3골을 넘어 아시아 선수 월드컵 역사상 최다 득점 기록을 경신했다. 그리고 2018 FIFA 월드컵을 끝으로 대표팀 은퇴를 선언하며 10년간의 대표팀 선수 생활을 마감했다. 그는 2018년까지 국제 A매치 통산 98경기에 출전, 37득점을 넣었다.

## 지도자 경력
대표팀 은퇴 후 2018년 8월 12일 캄보디아 축구 국가대표팀의 총괄 매니저로 취임했지만 아시아 축구 연맹으로부터 P급 감독 자격증을 받은 적이 없기 때문에 국제 A매치 기간에는 대표팀 단장 직함으로 활동하는데 실질적으로는 감독의 역할을 수행하고 있다.
그리고 2019년 1월 28일부로 캄보디아 U-23 축구 국가대표팀의 총괄 감독도 겸임하고 있으며 2019년 동남아시아 경기 대회에서는 캄보디아 축구 역사상 첫 동남아시아 경기 대회 4강 진출을 이끌었고 캄보디아 성인대표팀의 총괄 매니저로 2회 연속 AFF 스즈키컵 승리(2018, 2020)와 2회 연속 아시안컵 3차 예선 진출을 이끌었다.
그 후 2022년 동남아시아 축구 선수권 대회에서도 캄보디아의 총감독으로 팀을 이끌며 캄보디아 축구 역사상 AFF 챔피언십 단일 대회 최다승, 최다 승점, 최다 득점 기록 경신과 함께 역대 최고 성적까지 이끈 뒤 이 대회를 끝으로 캄보디아 A대표팀 총괄매니저직을 내려놓았고 U-23 대표팀 지휘봉은 2023년 동남아시아 경기 대회 이후에 내려놓기로 했다.

## 경력 통계

### 클럽 기록
최종 업데이트: 2018년 6월 21일
| 클럽                   | 시즌          | 리그                | 리그 | 리그 | 컵1  | 컵1  | 대륙2 | 대륙2 | 기타3 | 기타3 | 합계 | 합계 |
| 클럽                   | 시즌          | 리그                | 출장 | 득점 | 출장 | 득점 | 출장  | 득점  | 출장  | 득점  | 출장 | 득점 |
| ---------------------- | ------------- | ------------------- | ---- | ---- | ---- | ---- | ----- | ----- | ----- | ----- | ---- | ---- |
| 나고야 그램퍼스 에이트 | 2004          | J1리그              | 0    | 0    | —    | —    | —     | —     | 1     | 0     | 1    | 0    |
| 나고야 그램퍼스 에이트 | 2005          | J1리그              | 31   | 2    | 2    | 0    | —     | —     | 2     | 0     | 35   | 2    |
| 나고야 그램퍼스 에이트 | 2006          | J1리그              | 29   | 6    | 1    | 0    | —     | —     | 4     | 2     | 34   | 8    |
| 나고야 그램퍼스 에이트 | 2007          | J1리그              | 30   | 3    | 2    | 0    | —     | —     | 3     | 0     | 35   | 3    |
| 일본 합계              | 일본 합계     | 일본 합계           | 90   | 11   | 5    | 0    | —     | —     | 10    | 2     | 105  | 13   |
| VVV 펜로               | 2007–08       | 에레디비시          | 14   | 2    | —    | —    | —     | —     | 3     | 0     | 17   | 2    |
| VVV 펜로               | 2008–09       | 에이르스터 디비시   | 36   | 16   | 1    | 0    | —     | —     | —     | —     | 37   | 16   |
| VVV 펜로               | 2009–10       | 에레디비시          | 18   | 6    | 2    | 2    | —     | —     | —     | —     | 20   | 8    |
| 네덜란드 합계          | 네덜란드 합계 | 네덜란드 합계       | 68   | 24   | 3    | 2    | —     | —     | 3     | 0     | 74   | 26   |
| CSKA 모스크바          | 2010          | 러시아 프리미어리그 | 28   | 4    | 5    | 0    | 12    | 2     | 1     | 0     | 46   | 6    |
| CSKA 모스크바          | 2011–12       | 러시아 프리미어리그 | 25   | 8    | 1    | 0    | 1     | 0     | 1     | 0     | 28   | 8    |
| CSKA 모스크바          | 2012–13       | 러시아 프리미어리그 | 23   | 7    | 3    | 1    | 2     | 1     | —     | —     | 28   | 9    |
| CSKA 모스크바          | 2013–14       | 러시아 프리미어리그 | 18   | 1    | 0    | 0    | 6     | 2     | 1     | 2     | 25   | 5    |
| 러시아 합계            | 러시아 합계   | 러시아 합계         | 94   | 20   | 9    | 1    | 21    | 5     | 3     | 2     | 127  | 28   |
| 밀란                   | 2013–14       | 세리에 A            | 14   | 1    | 2    | 1    | —     | —     | —     | —     | 16   | 2    |
| 밀란                   | 2014–15       | 세리에 A            | 29   | 6    | 1    | 0    | —     | —     | —     | —     | 30   | 6    |
| 밀란                   | 2015–16       | 세리에 A            | 30   | 1    | 7    | 1    | —     | —     | —     | —     | 37   | 2    |
| 밀란                   | 2016–17       | 세리에 A            | 8    | 1    | 1    | 0    | —     | —     | —     | —     | 9    | 1    |
| 이탈리아 합계          | 이탈리아 합계 | 이탈리아 합계       | 81   | 9    | 11   | 2    | —     | —     | —     | —     | 92   | 11   |
| 파추카                 | 2017–18       | 리가 MX             | 29   | 10   | 1    | 0    | —     | —     | 2     | 0     | 32   | 10   |
| 파추카                 | 2018–19       | 리가 MX             | 0    | 0    | 0    | 0    | —     | —     | —     | —     | 0    | 0    |
| 파추카                 | 멕시코 합계   | 멕시코 합계         | 29   | 10   | 1    | 0    | 0     | 0     | 2     | 0     | 32   | 10   |
| 총 계                  | 총 계         | 총 계               | 362  | 74   | 29   | 5    | 21    | 5     | 18    | 2     | 430  | 88   |

1천황배, 러시아 컵, 코파 이탈리아 경기 포함
2UEFA 챔피언스리그, UEFA 유로파리그 경기 포함
3J리그컵, 에레디비시/에이르스터 디비시 승격 및 강등 플레이오프, 러시아 슈퍼컵, FIFA 클럽 월드컵 경기 포함

### 국가대표팀
| 일본 | 일본 | 일본 |
| 연도 | 출전 | 득점 |
| ---- | ---- | ---- |
| 2008 | 1    | 0    |
| 2009 | 10   | 3    |
| 2010 | 12   | 3    |
| 2011 | 8    | 2    |
| 2012 | 9    | 4    |
| 2013 | 12   | 8    |
| 2014 | 13   | 4    |
| 2015 | 14   | 10   |
| 2016 | 7    | 2    |
| 2017 | 5    | 0    |
| 2018 | 7    | 1    |
| 통산 | 98   | 37   |

### 국제 A매치 득점
| #   | 일자       | 장소                                      | 상대팀         | 득점 | 결과 | 비고                         |
| --- | ---------- | ----------------------------------------- | -------------- | ---- | ---- | ---------------------------- |
| 1.  | 2009-05-27 | 나가이 스타디움, 오사카                   | 칠레           | 4–0  | 4–0  | 2009 기린컵                  |
| 2.  | 2009-10-10 | 닛산 스타디움, 요코하마                   | 스코틀랜드     | 2–0  | 2–0  | 친선 경기                    |
| 3.  | 2009-10-14 | 미야기 스타디움, 리후                     | 토고           | 5–0  | 5–0  | 친선 경기                    |
| 4.  | 2010-03-03 | 도요타 스타디움, 도요타                   | 바레인         | 2–0  | 2–0  | 2011년 AFC 아시안컵 예선     |
| 5.  | 2010-06-14 | 프리스테이트 스타디움, 블룸폰테인         | 카메룬         | 1–0  | 1–0  | 2010년 FIFA 월드컵           |
| 6.  | 2010-06-24 | 로열 바포켕 스타디움, 루스텐버그          | 덴마크         | 1–0  | 3–1  | 2010년 FIFA 월드컵           |
| 7.  | 2011-01-13 | 카타르 SC 스타디움, 도하                  | 시리아         | 2–1  | 2–1  | 2011년 AFC 아시안컵          |
| 8.  | 2011-08-10 | 삿포로 돔, 삿포로                         | 대한민국       | 2–0  | 3–0  | 친선 경기                    |
| 9.  | 2012-06-03 | 사이타마 스타디움 2002, 사이타마          | 오만           | 1–0  | 3–0  | 2014년 FIFA 월드컵 예선      |
| 10. | 2012-06-08 | 사이타마 스타디움 2002, 사이타마          | 요르단         | 2–0  | 6–0  | 2014년 FIFA 월드컵 예선      |
| 11. | 2012-06-08 | 사이타마 스타디움 2002, 사이타마          | 요르단         | 3–0  | 6–0  | 2014년 FIFA 월드컵 예선      |
| 12. | 2012-06-08 | 사이타마 스타디움 2002, 사이타마          | 요르단         | 5–0  | 6–0  | 2014년 FIFA 월드컵 예선      |
| 13. | 2013-02-06 | 홈즈 스타디움 고베, 고베                  | 라트비아       | 2–0  | 3–0  | 친선 경기                    |
| 14. | 2013-06-04 | 사이타마 스타디움 2002, 사이타마          | 오스트레일리아 | 1–1  | 1–1  | 2014년 FIFA 월드컵 예선      |
| 15. | 2013-06-19 | 아레나 페르남부쿠, 헤시피                 | 이탈리아       | 1–0  | 3–4  | 2013년 FIFA 컨페더레이션스컵 |
| 16. | 2013-08-14 | 미야기 스타디움, 리후                     | 우루과이       | 2–4  | 2–4  | 친선 경기                    |
| 17. | 2013-09-06 | 나가이 스타디움, 오사카                   | 과테말라       | 1–0  | 3–0  | 친선 경기                    |
| 18. | 2013-09-10 | 요코하마 국제 종합경기장, 가나가와        | 가나           | 3–1  | 3–1  | 친선 경기                    |
| 19. | 2013-11-16 | 크리스탈 아레나, 헹크                     | 네덜란드       | 2–2  | 2–2  | 친선 경기                    |
| 20. | 2013-11-19 | 보두앵 국왕 스타디움, 브뤼셀              | 벨기에         | 2–1  | 3–2  | 친선 경기                    |
| 21. | 2014-06-07 | 레이먼드 제임스 스타디움, 탬파            | 잠비아         | 1–2  | 4–3  | 친선 경기                    |
| 22. | 2014-06-07 | 레이먼드 제임스 스타디움, 탬파            | 잠비아         | 3–2  | 4–3  | 친선 경기                    |
| 23. | 2014-06-14 | 아레나 페르남부쿠, 브라질                 | 코트디부아르   | 1–0  | 1–2  | 2014년 FIFA 월드컵           |
| 24. | 2014-11-14 | 도요타 스타디움, 도요타                   | 온두라스       | 2–0  | 6–0  | 친선 경기                    |
| 25. | 2015-01-12 | 뉴캐슬 스타디움, 뉴캐슬                   | 팔레스타인     | 3–0  | 4–0  | 2015년 AFC 아시안컵          |
| 26. | 2015-01-16 | 선콥 스타디움, 브리즈번                   | 이라크         | 1–0  | 1–0  | 2015년 AFC 아시안컵          |
| 27. | 2015-01-20 | 멜버른 렉탱귤러 스타디움, 멜버른          | 요르단         | 1–0  | 2–0  | 2015년 AFC 아시안컵          |
| 28. | 2015-03-27 | 오이타 은행 돔, 오이타                    | 튀니지         | 2–0  | 2–0  | 친선 경기                    |
| 29. | 2015-06-11 | 닛산 스타디움, 요코하마                   | 이라크         | 1–0  | 4–0  | 친선 경기                    |
| 30. | 2015-09-03 | 사이타마 스타디움 2002, 사이타마          | 캄보디아       | 1–0  | 3–0  | 2018년 FIFA 월드컵 예선      |
| 31. | 2015-09-08 | 아자디 스타디움, 테헤란                   | 아프가니스탄   | 6–0  | 6–0  | 2018년 FIFA 월드컵 예선      |
| 32. | 2015-10-08 | 시브 스타디움, 시브                       | 시리아         | 1–0  | 3–0  | 2018년 FIFA 월드컵 예선      |
| 33. | 2015-11-12 | 싱가포르 국립경기장, 싱가포르             | 싱가포르       | 2–0  | 3–0  | 2018년 FIFA 월드컵 예선      |
| 34. | 2015-11-17 | 올림픽 스타디움, 프놈펜                   | 캄보디아       | 2–0  | 2–0  | 2018년 FIFA 월드컵 예선      |
| 35. | 2016-03-29 | 사이타마 스타디움 2002, 사이타마          | 시리아         | 3–0  | 5–0  | 2018년 FIFA 월드컵 예선      |
| 36. | 2016-09-01 | 사이타마 스타디움 2002, 사이타마          | 아랍에미리트   | 1–0  | 1–2  | 2018년 FIFA 월드컵 예선      |
| 37. | 2018-06-24 | 예카테린부르크 중앙경기장, 예카테린부르크 | 세네갈         | 2–2  | 2–2  | 2018년 FIFA 월드컵           |

## 경력 목록
- 2005년 FIFA 세계 청소년 축구 선수권 대회 국가대표
- 2006년 아시안 게임 축구 국가대표
- 2008년 하계 올림픽 축구 국가대표
- 2010년 FIFA 월드컵 국가대표
- 2011년 AFC 아시안컵 국가대표
- 2013년 FIFA 컨페더레이션스컵 국가대표
- 2014년 FIFA 월드컵 국가대표
- 2015년 AFC 아시안컵 국가대표
- 2018년 FIFA 월드컵 국가대표

## 수상 내역

#### VVV 펜로
- 에이르스터 디비시 : 2008-09

#### CSKA 모스크바
- 러시아 프리미어리그 : 2012-13
- 러시아 컵 : 2010-11, 2012-13
- 러시아 슈퍼컵 : 2013

#### AC밀란
- 수페르코파 이탈리아나 : 2016

#### 네프치 PFK
- 프리미어리그 : 2020-21

#### 일본
- AFC 아시안컵 : 2011

### 개인
- 일본 올해의 선수상 : 2010
- 에이르스터 디비시 올해의 선수상 : 2008-09
- AFC 아시안컵 MVP : 2011
- AFC 아시안컵 베스트 팀 : 2011
- AFC 아시안컵 역대 베스트 : 2023
- IFFHS 2010년대 아시아 베스트

## 기타
초등학교 때 혼다는 졸업 문집에 '세계제일의 선수가 되겠다' 'AC밀란에서 10번을 달고 뛸 것이다'라고 쓴 바 있다. 2010년에는 일본 언론 스포츠호치와의 인터뷰에서 “레알 마드리드에서 10번을 다는 것이 내 꿈”이라는 발언을 하기도 했다.